# ابن البيغ فوت
ابن البيغ فوت، أو (ابن صاحب الارجل الكبيرة) هو فيلم بلجيكي ثلاثي الابعاد انتج تحت إخراج بين ستاسن وجيرمي ديغروسون سنة 2017. مدة عرض الفيلم ساعة واثنين وثلاثون دقيقة.

## القصة
تدور احداث الفيلم في جو من المغامرات والكوميديا حول ادم وهو شاب يعيش وحده مع امه بعد وفاة ابيه منذ صغره، في يوم من الايام تظهر على الشاب علامات جديدة كطول شعره الدائم، إضافة إلى كبر قدميه. ويكتشف كذلك علامات تدل على ان والده لا زال على قيد الحياة، يدفعه فضوله للخروج بحثا عن ابيه مستفيدا من مصدر الرسائل الواردة لامه، في طريقه كادت شاحنة ان تصدم ادم الا ان والده قام بانقاذه، بعد ذلك يكتشف ان اباه عبارة عن بيغ فوت مما فسر له سبب الاعراض التي تعرض لها.
يرجع سائق الشاحنة إلى كاميرة الشاحنة ليرى ما حدث له والشاحنة في لمحة خاطفة ليشاهد البيغ فوت الشيء الذي سيجعل اثبات اسطورة البيغ فوت ينتشر؛ فتقوم جماعة كانت تتطارد الاب بالرجوع للبحث بعد اختفائه لتحقيق اهدافها المتعلقة بنمو الشعر. في الجهة الأخرى يتعرف ادم على اصدقاء جدد، دب وراكونين وسنجاب وعصفور كما يريه ابوه مهارات خاصة بالبيغ فوت.
وتخلق مغامرة عجيبة تدخل الام احداثها في محاولة القبض على البيغ فوت وعلى ابنه بعد العلم انه بيغ فوت اخر.

## حول الفيلم
الاخراج: بين ستاسن، جيريمي ديغروسون.
العرض:
1. 26 يوليو / تموز 2017 ببلجيكا
2. 16 أغسطس / آب 2017 بفرنسا

## روابط خارجية
- ابن البيغ فوت على موقع IMDb (الإنجليزية)
- ابن البيغ فوت على موقع ميتاكريتيك (الإنجليزية)
- ابن البيغ فوت على موقع روتن توميتوز (الإنجليزية)
- ابن البيغ فوت على موقع نتفليكس (الإنجليزية)
- ابن البيغ فوت على موقع قاعدة بيانات الأفلام العربية
- ابن البيغ فوت على موقع ألو سيني (الفرنسية)
- ابن البيغ فوت على موقع أول موفي (الإنجليزية)
- ابن البيغ فوت على موقع بوكس أوفيس موجو (الإنجليزية)
- ابن البيغ فوت على موقع فيلمافينيتي (الإسبانية)
- ابن البيغ فوت على موقع قاعدة بيانات الأفلام السويدية (السويدية)